# Baby, the Stars Shine Bright
Baby, The Stars Shine Bright (株式会社　ベイビー、ザ スターズ シャイン ブライト, Kabushiki Kaisha Beibī, Za Sutāzu Shain Buraito, raccourci en Baby ou bien BTSSB) est le nom d'une marque de vêtements de prêt-à-porter japonais créée en 1988 par Akinori Isobe et sa femme, Fumiyo. Le premier magasin voit le jour à Shibuya, à Tokyo au Japon.
BTSSB est connue pour ses créations dites Sweet Lolita, c'est-à-dire s'inscrivant dans le mouvement vestimentaire lolita. Baby, The Stars Shine Bright a ouvert sa première boutique hors Japon à Paris, puis à San Francisco aux États-Unis le 15 août 2009.

## Alice and the Pirates
Alice and the Pirates (aussi raccourci AatP) est une ligne de vêtements créée par BTSSB mélangeant les thèmes pirate, punk et lolita. Un magasin a ouvert à Harajuku le 25 août 2006.
Le style « pirate » défini par AatP est un mélange de classic et du gothic lolita, avec des accessoires extravagants tels que les tricornes, les chapeaux à plumes, voire des chaussures peu courantes.

## Baby andKamikaze Girls
Le film Kamikaze Girls (titre original : Shimotsuma Monogatari) est une œuvre basée sur la nouvelle de Novala Takemoto du même nom. L'héroïne Momoko porte uniquement des vêtements de la marque Baby, the Stars Shine Bright. Tous les vêtements lolita du film sont de cette marque, y compris les accessoires (ombrelles, chaussures...).